# سام إي. جونا
سام إي. جونا (بالإنجليزية: Samuel Esson Jonah) هو شخصية أعمال غاني، ولد في 19 نوفمبر 1949 في Kibi, Ghana ‏ في غانا.